# Plantes médicinales de Köhler

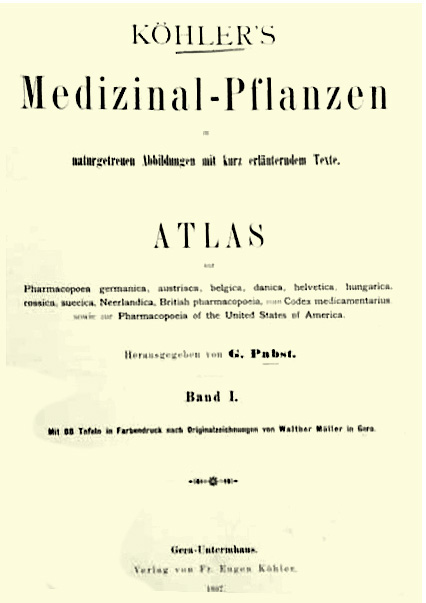
Page de titre du premier volume.

Les Plantes médicinales de Köhler sont un rare guide médicinal allemand en trois volumes publiés à partir de 1887. 
Cet ouvrage, écrit principalement par Hermann Adolph Köhler (1834-1879), médecin et chimiste, a été publié après sa mort par Gustav Pabst. L'ouvrage a été publié pour la première fois à la fin du XIXe siècle  par Franz Eugen Köhler de Gera. Il contient quelque 300 illustrations pleine page en chromolithographie.
Son titre original complet est Köhler's Medizinal-Pflanzen in naturgetreuen Abbildungen mit kurz erläuterndem Texte : Atlas zur Pharmacopoea germanica, […]. Köhler s'orthographie aussi Koehler ou Kohler.

## Galerie

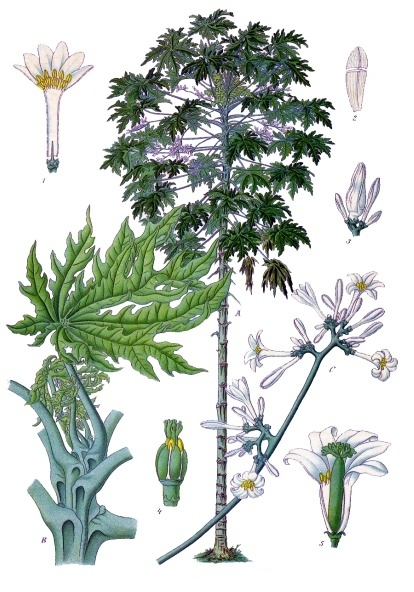
Carica papaya L. (plante entière, fleurs)
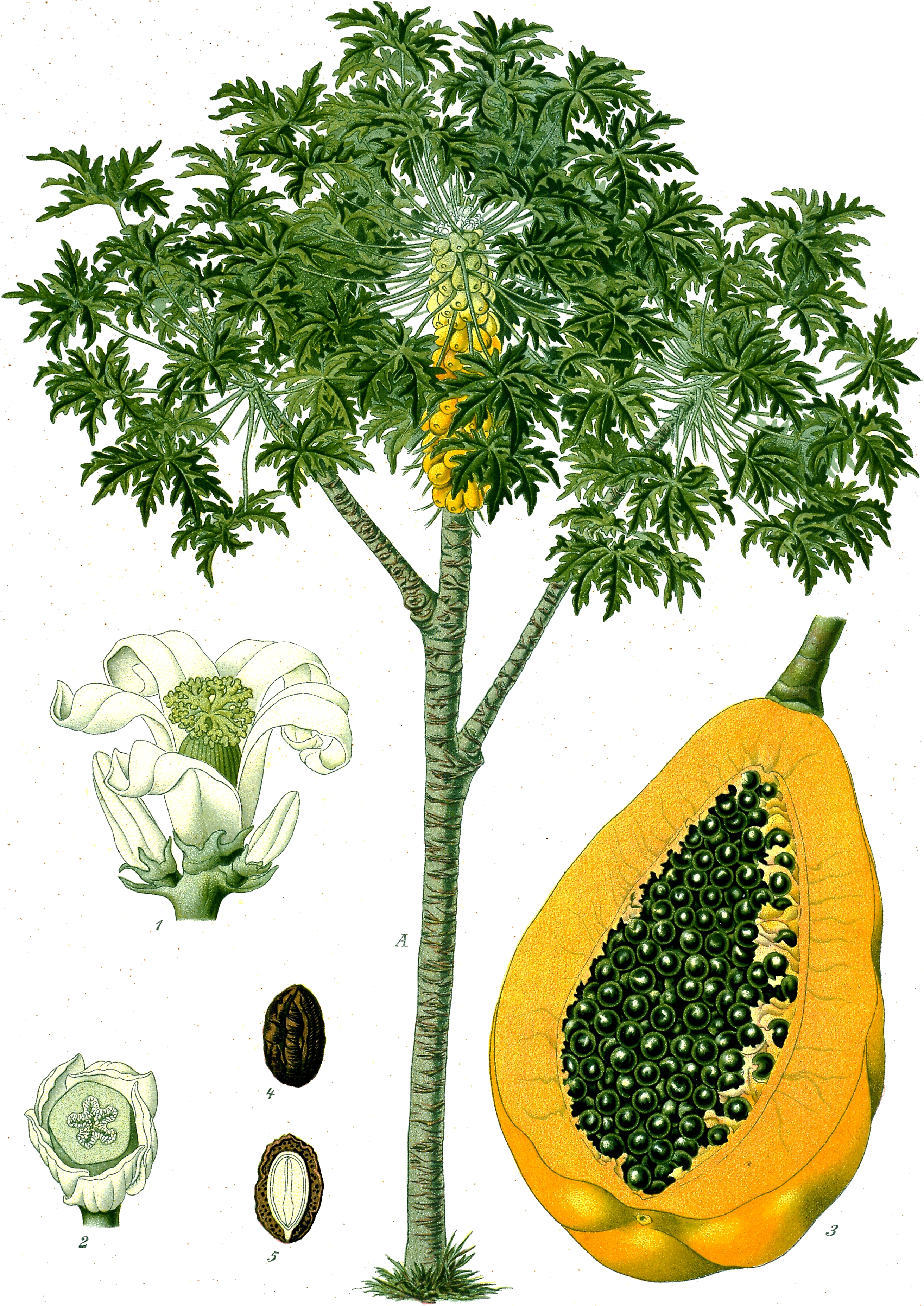
Carica papaya  L. (plante entière, fruits)